# Royal Engineers AFC
The Royal Engineers Association Football Club a reprezentat o asociație fotbalistică engleză a Corpului Regal al Geniștilor, din rândurile Forțelor Terestre ale Armatei Britanice.
Palmares:
FA Amateur Cup:
câștigător: 1865-1866.